# Sopaipilla
La sopaipilla, sopapilla, sopaipa ou encore cachanga, est une tortilla de farine de blé, frite dans de l'huile ou du beurre. Il existe beaucoup de façons de la préparer, mais elle comprend fréquemment, comme ingrédient principal, du potiron ou calabaza. On la trouve dans de nombreux pays de culture espagnole. 
La pâte peut être sucrée ou salée. La sopaipilla est servie tiède. Quand elle est sucrée, elle est servie avec du chancaca, un sirop de sucre complet, cristallisé au miel, et parfumé de zeste d'orange, voire de cannelle. Elle se mange traditionnellement en période pluvieuse[réf. souhaitée].

## Étymologie
L'origine du nom viendrait du mozarabe xopaipa (« pâte frite »), mais des étymologies concurrentes sont parfois présentées, évoquant notamment des origines germanique (suppa = « pain mouillé dans du liquide »), hispanique (sopa = « soupe »), ou araucane (les autochtones auraient créé ce nom en référence à un oiseau).

## Recette pour lessopapillas
Ingrédients
- 350 g de farine[2]
- 150 g citrouille[3]
- 40 g beurre[4]
- 1 cuillère à café de poudre à lever
- 1 pincée de sel
- huile pour frire
- accompagnement : au choix, du sucre, du charanca ou du sel/du fiambre)

Frire à la poêle. Le diamètre recommandé est de 5 centimètres, environ.